# Amiga Inc.
Az Amiga Inc. (korábban: Amino Development Corporation, további névváltozatok: Amiga Corp., Amiga International) amerikai cég, mely a közelmúltig az – eredeti, Jay Miner alapította Amiga Corporation által kifejlesztett – Amiga számítógéphez kapcsolódó védjegyek többségét birtokolta.

## Előzmények
A Gateway 2000 – az Escom elleni csődeljárás során – 1997 márciusában megszerezte az "Amiga Technologies GmbH"-t, illetve az Amiga technológiákhoz kapcsolódó jogokat. Új AmigaOS változatot jelentettek be, ugyanakkor a Gateway nem kívánt Amiga-hardverrel foglalkozni. A nagy tervekből végül nem lett semmi, amit a fejlesztésekért felelős Bill McEwen nem tudott elfogadni, így kilépett és megalapította az Amino Development Corporation nevű startup fejlesztőcéget. A Gateway 2000 végül ennek a cégnek adta el 1999 decemberében az Amiga védjegyeit és technológiáit, a szoftverlicenszek kivételével. A Gateway, majd később az őt megvásároló Acer Inc. birtokolta ugyanakkor az összes Amigához kötődő szabadalmat.

## Tevékenységek
Az Amiga Inc. hardvergyártási jogokat engedményezett a brit Eyetech csoportnak, hogy AmigaOne márkanéven hozzon forgalomba PowerPC-alapú számítógép-konfigurációkat. A belga Hyperion Entertainment pedig ezzel párhuzamosan 2001. április 1-jén megkapta a kizárólagos jogot az Eyetech hardverén futó AmigaOS 4 kifejlesztésére. A kicsi potenciális piac, a gyenge eladási mutatók komoly veszteséget termeltek a hardvergyártónak, amely hamar befejezte az értékesítést.
2007 április végén, május elején az Amiga Inc. az ACK Software Controls, Inc. bevonásával bejelentett egy új belépő szintű és egy nagy teljesítményű Amiga modellt. Ezzel egyidőben, 2007. április 26-án az Amiga, Inc. a seattle-i körzeti bíróságon beperelte az AmigaOS 4 operációs rendszert fejlesztő Hyperiont védjegy-jog megsértéséért, azt állítva, hogy az szerződést szegett, védjegybitorlást követett el és az AmigaOS 4.0. fejlesztése során, értékesítése során szerzői jogsértést követett el. Még ugyanebben az évben az Amiga Inc. megpróbált a Washington állambeli Kent tervezett új jégkorong stadionjának névadójává válni, azonban nem sikerült letenni a foglalóként megjelölt összeget sem.
Pentti Kouri, az Amiga Inc. igazgatóságának elnöke és egyben a cég legnagyobb befektetője 2009 januárjában hirtelen elhunyt. 2009. szeptember 20-án egyezségre jutottak a perben álló felek és a Hyperion kizárólagos jogot kapott, hogy az AmigaOS 3.1-et, az AmigaOS 4-es verzióit, illetve az ezt követő változatokat (ideértve az AmigaOS 5-öt) fejlessze, módosítsa, értékesítse, illetve forgalmazza.
2010-ben az azóta megszűnt Commodore USA LLC bejelentette, hogy "Amiga" névhasználati jogot szerzett és tervei szerint AROS és Linux alapú asztali számítógépekkel kíván előállni. A lépés ellen a Hyperion azonnal jogi lépéseket tett, a közte és az Amiga Inc. között 2009-ben létrejött megállapodásra hivatkozva. Jogi fenyegetőzések nyomán a Commodore USA végül letett az AROS alapú megoldások tervéről és saját operációs rendszert jelentett be, mely először az "AMIGA Workbench 5.0" nevet kapta, majd később változtatták "Commodore OS"-re, mivel a "Workbench" név jogtulajdonosa a Cloanto volt. Ez az operációs rendszer Linux alapokon nyugodott.
2011-ben az Amiga Inc. márkahasználati jogot adott a hongkongi székhelyű IContain Systems Ltd.-nek.
2012-ben az Amiga Inc. a szerzői jogokat átruházta a Cloanto-ra. Az Amiga Inc. ezután inaktívvá vált.

## Újabb pereskedés
2018. március 13-án a Hyperion beperelte – többek között – az Amiga Inc.-et és a Cloantot szerződésszegésért. A beadvány tartalma nem nyilvános. A beperelt cégek közül 2018 folyamán az Amiga Inc. ismét "aktivitást" mutatott: az adóhatóság felé meglévő tetemes tartozást kiegyenlítették és a cég megpróbálta megakadályozni a Hyperion által fejlesztett AmigaOS 3.1.4 árusítását.
2019. február 1-jén az Amiga Inc. átruházott minden Amigával kapcsolatos jogot a C-A Acquisition Corporation-re, melynek a tulajdonosa a Cloanto igazgatója, Mike Battilana (ő áll továbbá az Amiga Forever emulációs csomag mögött is). Ennek következtében a Cloanto és a C-A Acquisition Corporation lett az Amiga Inc. jogutódja.
2020 február elején a Cloanto és a Hyperion közötti – peren kívüli megegyezést célzó – tárgyalások sikertelenül zárultak.

## Fordítás
- Ez a szócikk részben vagy egészben  az   Amiga, Inc. című angol Wikipédia-szócikk fordításán alapul.  Az eredeti cikk szerkesztőit annak laptörténete sorolja fel. Ez a jelzés csupán a megfogalmazás eredetét és a szerzői jogokat jelzi, nem szolgál a cikkben szereplő információk forrásmegjelöléseként.